# Jok
Jok of Jok  Odudu is de schepper-god van de Alur, een volk in Oeganda en Congo, en andere volken in Oeganda, Congo en Soedan. De naam Jok Odudu betekent god van de geboorte. De Alur offeren zwarte geiten aan Jok, vooral wanneer ze behoefte hebben aan regen.
Jok voert zijn wensen niet direct uit, maar via geesten die ook jok genoemd worden.